# Josef Kratochvíl
Josef Kratochvíl (ur. 6 stycznia 1909 w Kúskach (Velké Meziříčí), zm. 17 lutego 1992 w Brnie) – czechosłowacki zoolog; wieloletni dyrektor Instytutu Badań Kręgowców Czechosłowackiej Akademii Nauk (ČSAV) w Brnie; profesor uczelni rolniczej (Vysoká škola zemědělská) w Brnie, przewodniczący Czechosłowackiego Towarzystwa Zoologicznego, autor 250 prac naukowych. Autor nazwy naukowej podgatunku Marmota marmota latirostris (świstak tatrzański).